# Sorsapuisto
Le parc aux canards (en finnois : Sorsapuisto) est un parc  du quartier de Tulli à Tampere en Finlande,.

## Présentation
Le parc est une zone de loisirs de 4,2 hectares créée dans les années 1930.
En 1990, la maison Tampere est construite à l'angle sud du parc et tout le parc est  rénové.
Les autres bâtiments remarquables sont Lähteenlinna (1928), Sorsapuistontalo (1937) et le lycée de Kaleva (1955),,.

## Histoire
Jusqu'au début du XXe siècle, il y avait des champs de pommes de terre dans la zone du parc aux canards et une petite source alimentant un petit étang, selon les archives de John Tammela de 1902 ou 1903. 
L'étang est nommé Tammelanlampi,
Au début des années 1930,  un parc est construit autour de l'etang Tammelanlampi pour donner du travail aux  chômeurs. 
Des canards domestiques sont installés dans l'étang Tammelanlampi dans les années 1930, qui sera alors nommé Sorsalammi,.

## Galerie

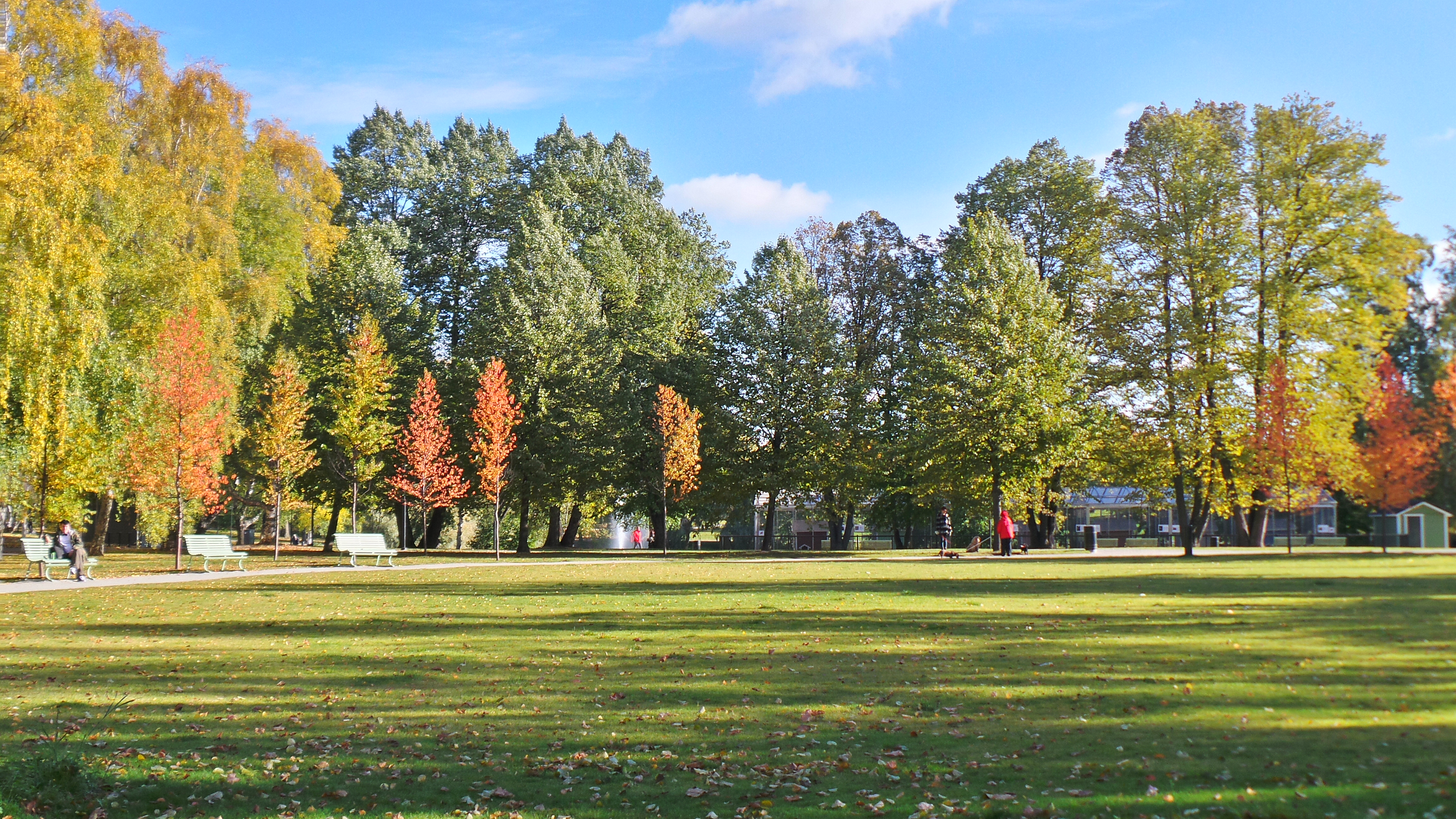
Sorsapuisto en automne.
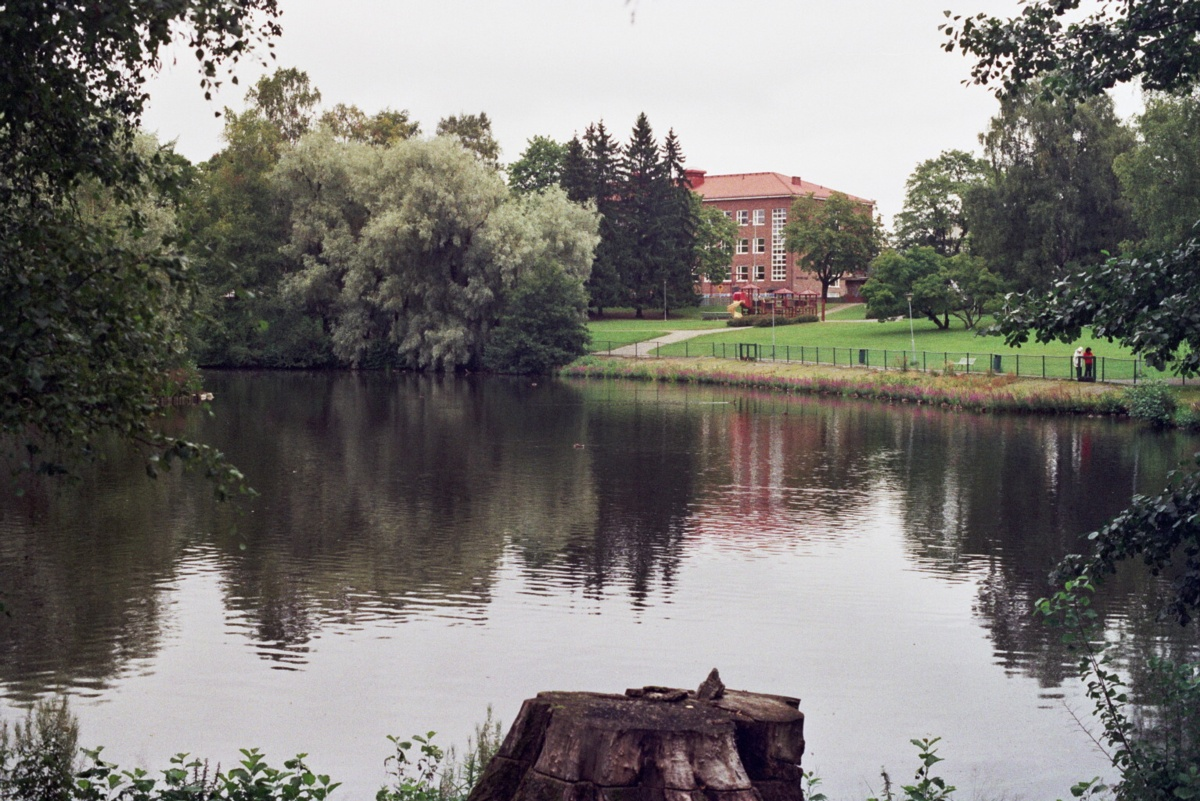
L'étang Sorsalampi.
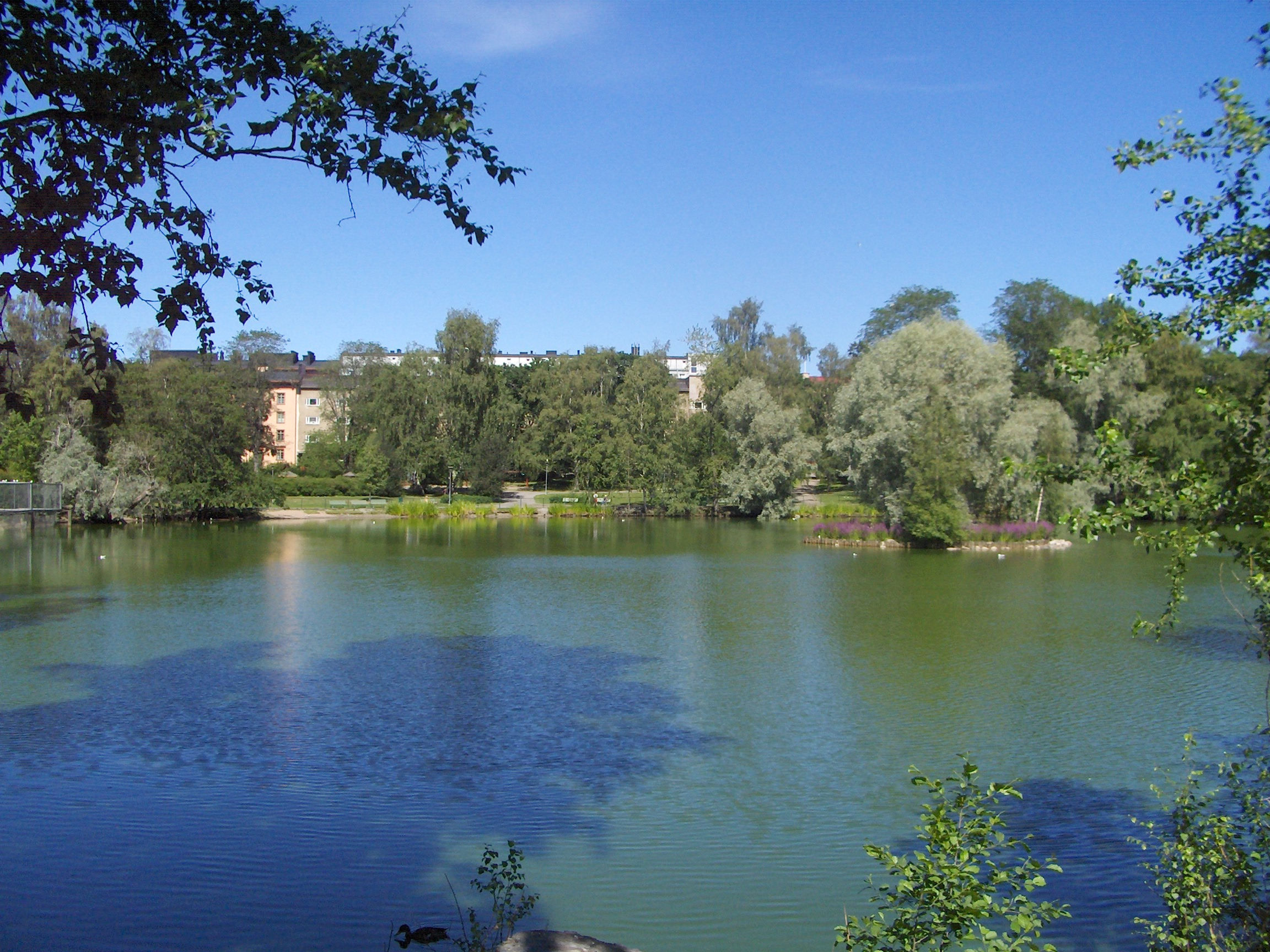
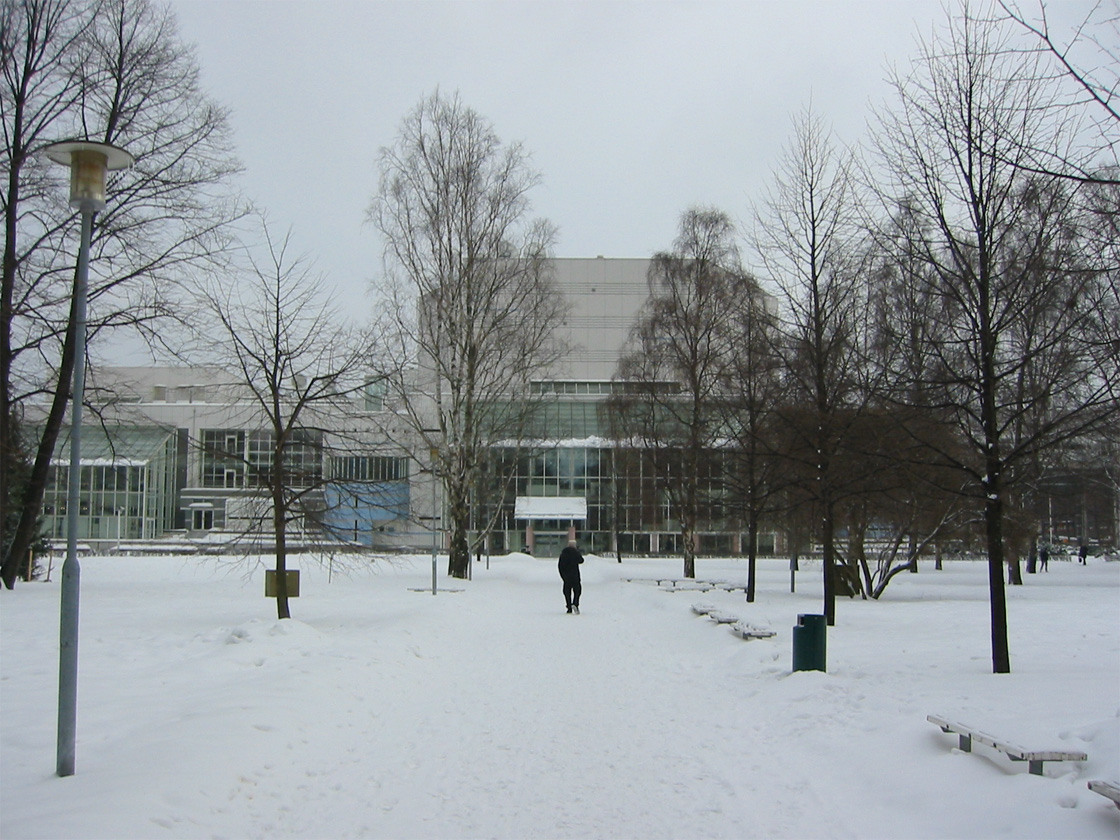
La maison de Tampere vue du parc.
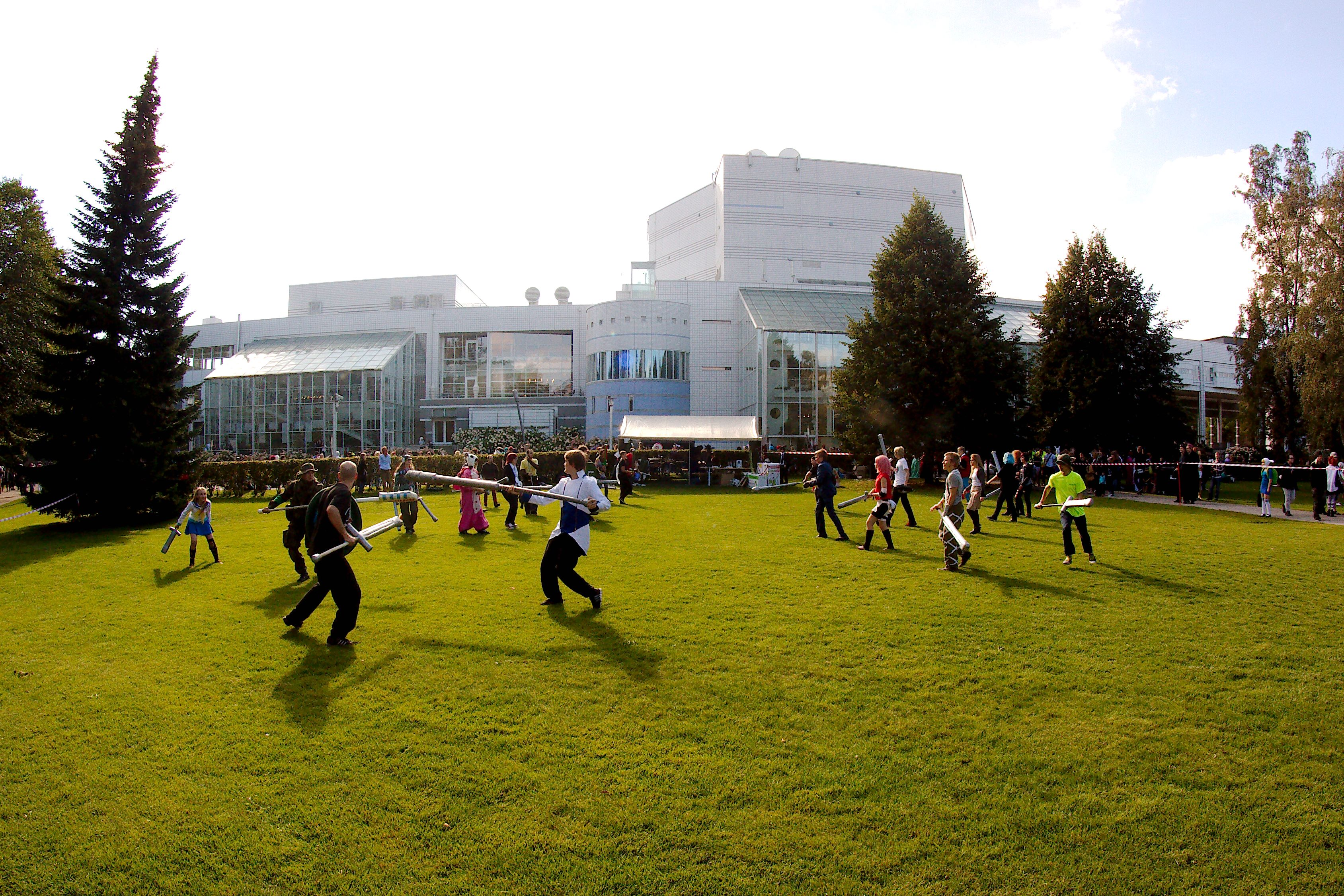
Tournoi dans le parc.
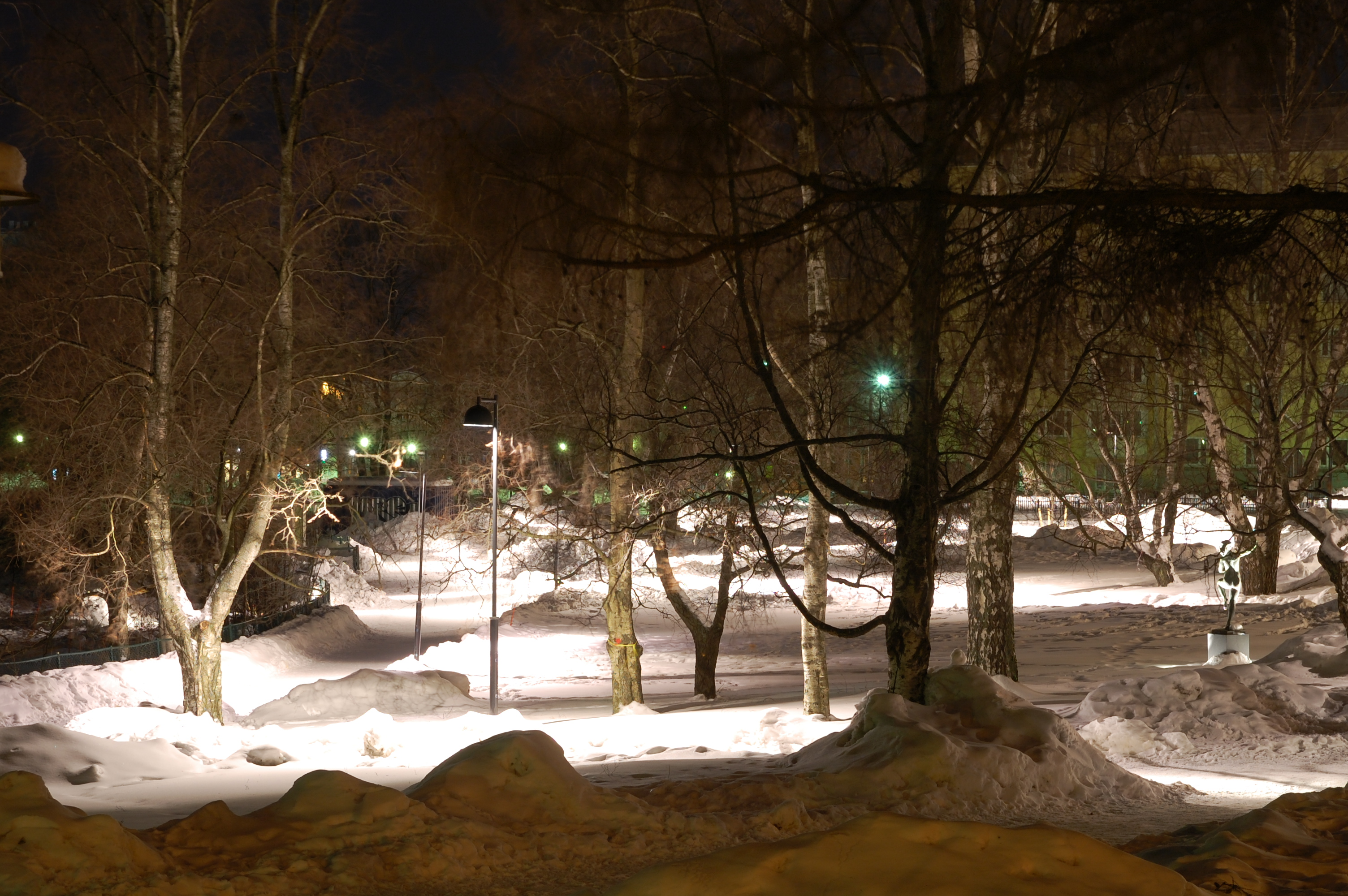
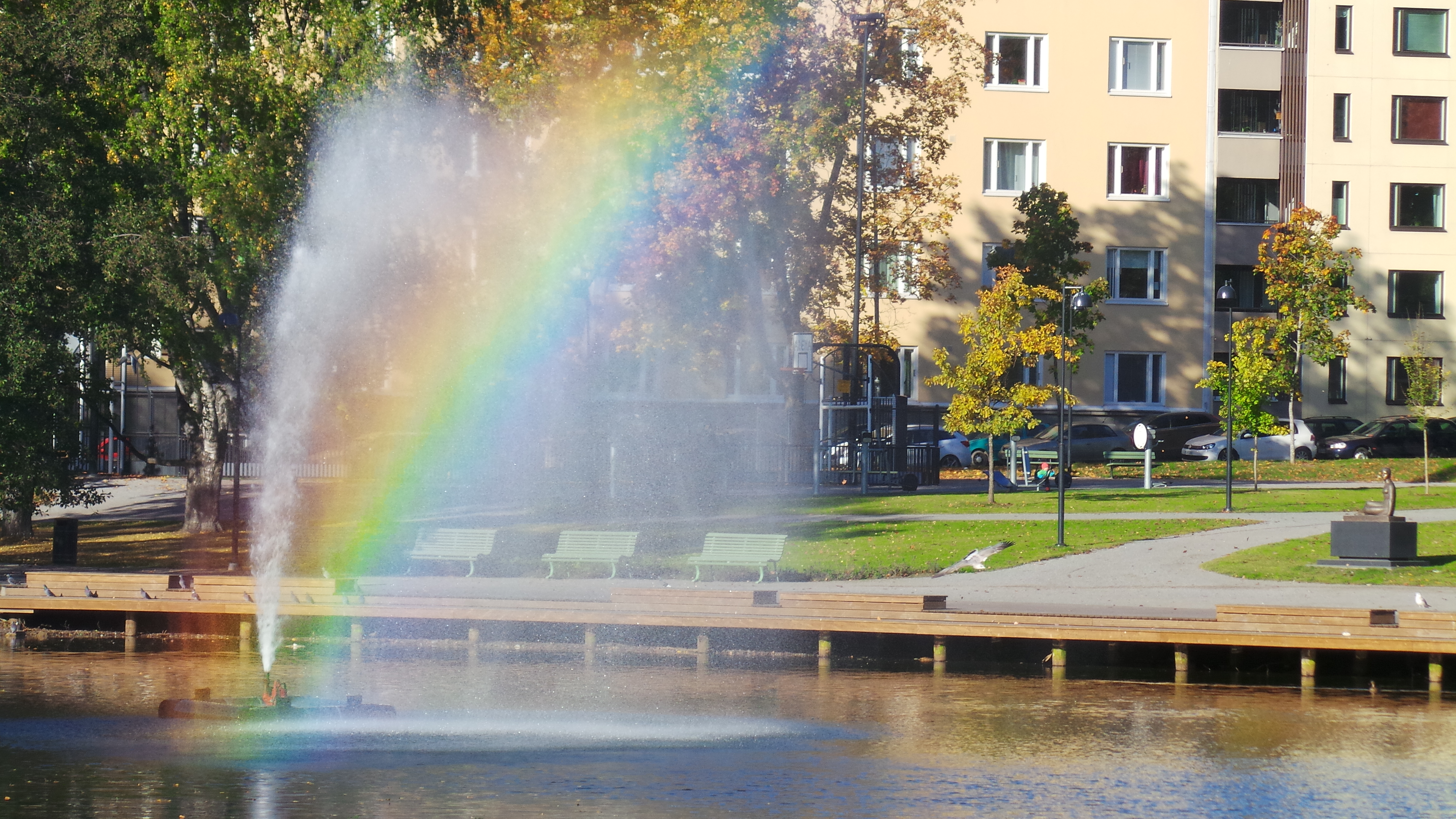